# Temperamento justo

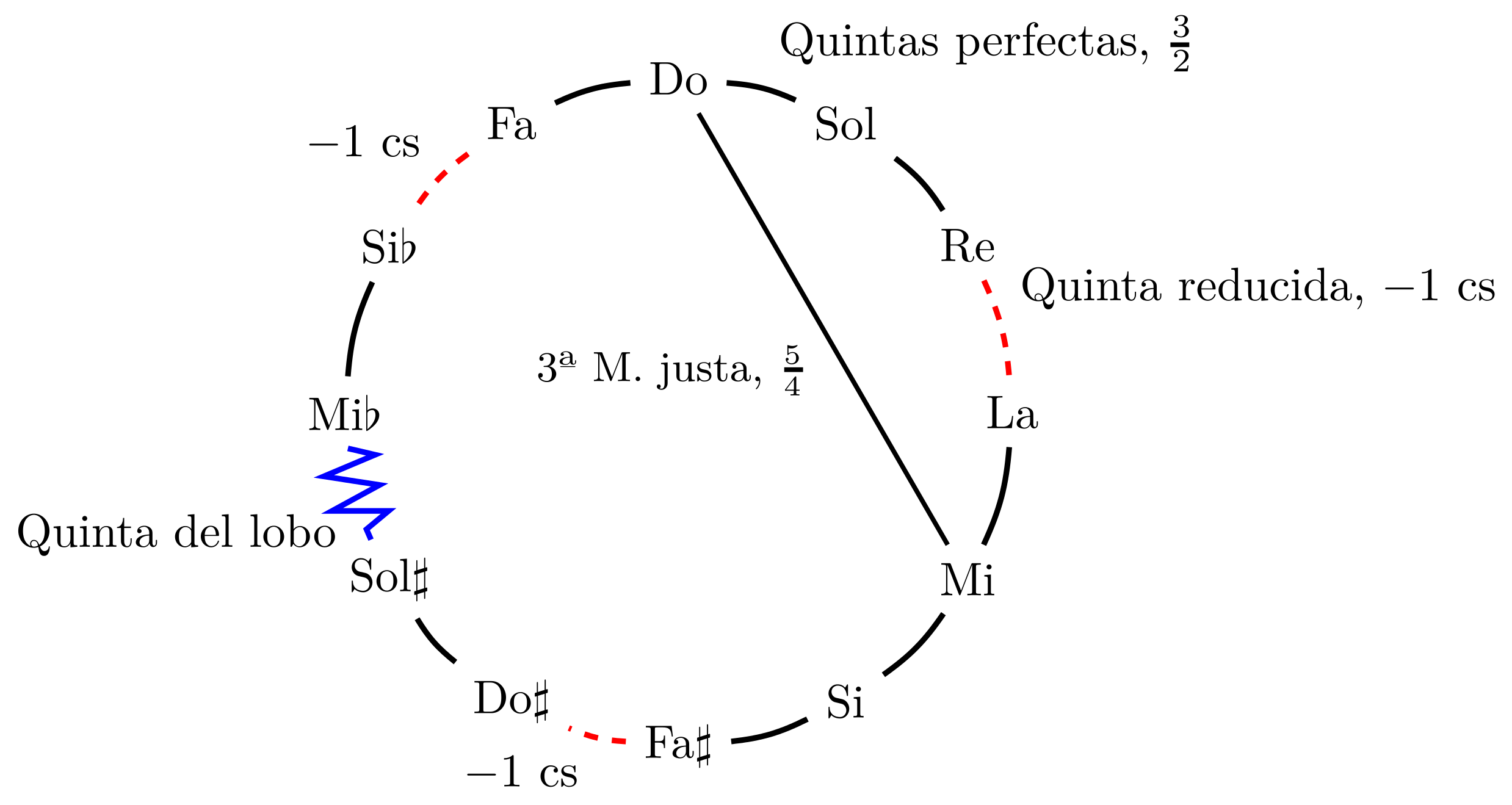
Círculo de quintas de la entonación justa, según Ptolomeo

Se llama temperamento justo (en castellano clásico temperado o templado) a la afinación de los instrumentos musicales que sigue la norma de adoptar en lo posible los intervalos de la serie armónica, en particular la tercera mayor. Así como en el sistema de Pitágoras tenemos una tercera mayor de razón 81/64, formada por cuatro quintas perfectas o puras de razón 3/2, y que recibe el nombre de ditono pitagórico, en el sistema justo se reduce este intervalo hasta igualarse a la tercera mayor "justa" o "pura" que existe entre los armónicos 4 y 5 de la serie armónica. Cuando se calcula la diferencia entre la tercera mayor pura y el ditono, se obtiene un intervalo de razón 81/80 llamado coma sintónica.
Para conseguir la reducción de las terceras mayores, partiendo del círculo de quintas pitagórico se toma una quinta de cada cuatro (pues la tercera mayor consta de cuatro quintas) y se reduce precisamente en una coma sintónica. Las quintas reducidas del sistema justo tienen una proporción de 3/2 : 81/80 = 40/27.

## Los intervalos del sistema justo
Al reducir una quinta de cada cuatro, el sistema justo se encuentra con dos tipos de tono. De las dos quintas que consta un tono, las posibilidades son que las dos quintas sean perfectas, o que una de ellas esté reducida en una coma sintónica. Si las dos quintas son perfectas, el resultado es un "tono grande" o mayor, igual al intervalo entre los armónicos 8 y 9 de la serie armónica, y cuya razón es de 9/8. Se trata del tono pitagórico sin ninguna variación.
En cambio, el temperamento de la tercera produce un "tono pequeño" o menor que difiere en una coma sintónica del mayor, y cuya razón es de 10/9, es decir, igual al tono existente entre los armónicos 9 y 10 de la serie armónica.
La tercera mayor del sistema justo es la tercera pura, justa o perfecta, su razón es 5/4 y es igual a la que existe entre los armónicos 4 y 5 de la serie armónica. Esta tercera es una coma sintónica menor que el ditono pitagórico.
El semitono diatónico que resta al hallar la diferencia entre la tercera mayor y la cuarta justa, en el sistema pitagórico es un semitono pequeño (pues el ditono pitagórico es una tercera mayor "grande"), mientras que en el sistema justo es un semitono grande, de razón 16/15, mayor que el semitono cromático, pues aquí la tercera mayor es relativamente pequeña.
La cuarta y la quinta del sistema justo se ven fuertemente alteradas en los casos en que coincide con una de las quintas reducidas. Por ejemplo, si se mantienen perfectas las quintas en sentido horario desde la nota Fa, necesariamente aparece reducida la quinta entre Re y La, lo que produce un acorde de Re menor que incluye esta quinta defectuosa.

## La quinta del lobo en el sistema justo
En el sistema de Pitágoras, la quinta del lobo es una quinta menor que la demás, en una coma pitagórica. Cuando en el sistema justo se reduce una de cada cuatro quintas en una coma sintónica, se obtiene un efecto secundario que es el de ampliar la quinta del lobo en la misma medida. De las doce quintas del círculo pitagórico, una quinta de cada cuatro hacen un total de tres quintas reducidas. Podría pensarse que la reducción de las quintas y la consiguiente ampliación de la del lobo daría como resultado una compensación capaz de hacer desaparecer la quinta del lobo. Esto sería así, en efecto, si la acumulación de comas sintónicas (en número de tres) que se reducen en el círculo dieran como resultado una coma pitagórica. Desgraciadamente, cada una de las comas sintónicas en que la quinta del lobo se amplía en virtud de este efecto secundario, es casi tan grande como la propia coma pitagórica que tenía como defecto. Así pues, la quinta del lobo del sistema justo tiene un exceso de dos comas sobre la quinta perfecta. Un cálculo más exacto puede verse más abajo expresado en cents.

## El sistema justo, medido en cents
El ditono pitagórico tiene aprox. 408 cents (8 cents más que la tercera mayor temperada de 4 semitonos). En cambio, la tercera mayor pura del sistema justo, de razón 5/4, tiene aprox. 386 cents. El exceso del ditono sobre la tercera mayor pura es la coma sintónica, con aproximadamente 22 cents.
Al considerar las cuatro quintas que forman la tercera mayor, se observa que si la tercera es justa, una de las quintas ha de ser menor que la quinta pitagórica precisamente en una coma sintónica. Puesto que la quinta perfecta tiene aprox. 702 cents, la quinta reducida o "templada" del sistema justo se reduce en los 22 cents de la coma sintónica y resulta en aproximadamente 680 cents. Es de notar que las quintas "templadas" del sistema justo son muy defectuosas (tanto como la quinta del lobo pitagórica) y constituyen uno de los peores problemas de este sistema.
El tono mayor del sistema justo es igual al tono pitagórico, su razón es de 9/8 y sus dimensiones son de 204 cents (dos schismas más que el tono temperado). El tono menor tiene una coma sintónica menos, su razón es de 10/9 y mide 182 cents.
La quinta del lobo en este sistema, como se ha dicho más arriba, está ampliada respecto a la quinta perfecta. La quinta del lobo pitagórica original tiene aprox. 678 cents (702 cents de la quinta perfecta menos 24 cents de la coma pitagórica). La reducción de tres comas sintónicas en el círculo (de 81/80, equivalente a unos 22 cents, cada una) amplían a la quinta del lobo en un total de 65 cents (más de medio semitono), quedando en 743 cents.
- Datos: Q752518
- Multimedia: Just tuning and intervals / Q752518